# 司非增一
小馬座6，又名BD+09 4735，HD 201616、SAO 126597、HR 8098，是小馬座的一颗恒星，视星等为6.07，位于銀經59.89，銀緯-24.85，其B1900.0坐标为赤經21h 5m 39.7s，赤緯+9° -24.85′ 28″。